# سیندرلا (فیلم ۱۹۴۷)
«سیندرلا» (روسی: Зо́лушка) یک فیلم موزیکال از سینمای اتحاد جماهیر شوروی محصول ۱۹۴۷ است.